# Irene Herradas
Irene Herradas Martín (Madrid, 14 giugno 1978) è un'ex cestista spagnola.
Alta 186 cm, giocava come centro.

## Carriera
Con la Spagna ha disputato i Campionati europei del 2007.